# Franc Veliu
Franc Veliu (11 de Novembro de 1988, Vlorë - Albânia) é um futebolista albanês que joga como lateral-esquerdo atualmente pelo Flamurtari Vlorë da Albânia .